# Adalbert-Stifter-Medaille
Adalbert-Stifter-Medaille ist der Name zweier Auszeichnungen. Namensgeber ist der österreichisch-böhmische Dichter Adalbert Stifter.

## Deutschland
Eine Adalbert-Stifter-Medaille wird seit 1967 von der Sudetendeutschen Landsmannschaft der Bundesrepublik Deutschland an Personen oder Gruppen vergeben, die sich in besonderer
Weise um das kulturelle Leben der sudetendeutschen Volksgruppe verdient gemacht haben. 

### Preisträger
- 1967: Fritz Jeßler
- 1968: Karl Storch
- 1968: Rudolf Sokol
- 1974: Herbert Fleissner
- 1976: Josef Lidl
- 1978: Herbert Wessely
- 1980: Widmar Hader
- 1982: Richard W. Eichler
- 1985: Rudolf Hemmerle
- 1985: Karl Heinz Wagner
- 1986: Hubert Rudofsky
- 1987: Herbert Preisenhammer
- 1987: Otto Herbert Hajek
- 1988: Lorenz Schreiner
- 1997: Hans Heimrath
- 1999: Gerfried Schellberger
- 2000: Harald Salfellner
- 2001: Lore Schretzenmayr
- 2003: Manfred Hiebel
- 2010: Ewald Jahn
- 2010: Fritz Bertlwieser
- 2011: Gertrud Zasche
- 2014: Walter Teltschik
- 2017: Astrid Jeßler-Wernz

- Alfred Bohmann
- Karl Bosl
- Franz Ermer
- Hugo Fritsch
- Anton Herget
- Johanna von Herzogenberg
- Sepp Skalitzky
- Max Tandler
- Richard Triebe

## Österreich
In Österreich hat ein Literatur-Förderungspreis, der im Rahmen des Österreichischen Staatspreises für Literatur verliehen wird, ebenfalls den Namen Adalbert-Stifter-Medaille.

### Preisträger
- 1957: Max Mell
- 1960: Josef Nadler
- 1968: Hans Lebert
- 1969: Franz Tumler
- 1970: Jeannie Ebner
- 1975: Fritz Felzmann
- 1976: Oskar Kreibich
- 1978: Franz X. Schütz